# Assemblée générale de l'Union astronomique internationale de 2030
34e assemblée générale de l'Union astronomique internationale
La 34e assemblée générale de l'Union astronomique internationale se tiendra en août 2030 au Chili.

## Organisateur
Le Chili a été sélectionné lors de l'assemblée générale de 2024 pour organiser l'assemblée générale de 2030.